# Hoplitis cathena
Hoplitis cathena är en biart som först beskrevs av Cameron 1904.  Hoplitis cathena ingår i släktet gnagbin, och familjen buksamlarbin. Inga underarter finns listade i Catalogue of Life.